# Pyrenopeziza nervicola
Pyrenopeziza nervicola är en svampart som först beskrevs av Jean Baptiste Desmazières, och fick sitt nu gällande namn av Jean Louis Emile Boudier 1907. Pyrenopeziza nervicola ingår i släktet Pyrenopeziza, ordningen disksvampar, klassen Leotiomycetes, divisionen sporsäcksvampar och riket svampar.   Inga underarter finns listade i Catalogue of Life.